# فرودگاه مارلبرو
فرودگاه مارلبرو (به انگلیسی: Marlboro Airport) یک فرودگاه همگانی با کد یاتا 9B1 است که یک باند فرود آسفالت دارد و طول باند آن ۵۰۶ متر است. این فرودگاه در شهر مارلبرو، ماساچوست کشور ایالات متحده آمریکا قرار دارد و در ارتفاع ۸۷ متری از سطح دریا واقع شده‌است.